# Cluniazensische Reform
Die cluniazensische Reform war eine vom burgundischen Benediktinerkloster Cluny ausgehende geistliche Reformbewegung der katholischen Kirche des Hochmittelalters, die zuerst das Klosterleben und dann das Papsttum erfasste. Ausgelöst hatte die Reform der moralische Niedergang der Kirche im sogenannten Dunklen Jahrhundert der Kirchengeschichte, als nach dem Ende des Karolingerreiches zwischen 882 und 962 das kirchliche Leben moralisch auf einen Tiefpunkt gesunken war und sich schwere Missstände entwickelt hatten.
Die Hauptgedanken der Reform waren: 
1. strenge Beachtung der Benediktsregel
2. größte Gewissenhaftigkeit bei den täglichen Gottesdiensten
3. Vertiefung der Frömmigkeit des einzelnen Mönches
4. Erinnerung an die Vergänglichkeit des Irdischen mit der Mahnung: Bedenke, dass du sterben musst.

Daneben standen eine Reform der Klosterwirtschaft und Loslösung der Klöster aus dem Herrschaftsanspruch der Bischöfe; die Klöster wurden direkt dem Schutz des Papstes unterstellt. Im Streit zwischen Kaiser und Papst (Investiturstreit) unterließ es Cluny, Partei zu ergreifen, stand aber in Fragen der Simonie und des Zölibats auf Seiten der Reformpäpste.

## Geschichte der Reform
Schon mit dem ersten Abt Berno (919–925) wurde eine Hinwendung zu alten monastischen Idealen begonnen, die dann von Abt Odo (927–942) fortgesetzt wurde. Die consuetudines Cluniacenses breiteten sich schnell in Südfrankreich aus und fanden auch in Italien Nährboden. Hier besonders in den Klöstern St. Maria Aventinese in Rom und Montecassino. Neben der Rückbesinnung auf benediktinische Grundsätze (in der Variante des Benedikt von Aniane) und einer gesteigerten Spiritualität (inklusive des Zeremoniendienstes und des Mirakelglaubens) wurde auch schnell die Befreiung aus der weltlichen Abhängigkeit betrieben, die neben der Exemtion aus dem zuständigen Diözesensprengel auch die Arrondierung des Klosterbesitzes und die Einforderung der Gerichtsbarkeit für das Herrschaftsgebiet einschloss.
Dabei fiel die von Cluny ausgehende Bewegung mit einer kirchenrechtlichen Entwicklung zusammen, die sich die pseudoisidorischen Dekretalen (um ca. 835–850), eine Sammlung von teilweise gefälschten Dekreten, Synodalbeschlüssen und Papstbriefen zur Begründung eines in jeder Hinsicht vorrangigen Papsttums, nutzbar machte, um hierauf basierend auch eine Stärkung der Bischöfe zu fordern, dies aber vor allem gegenüber den entsprechenden weltlichen Herrschern und immer mit Blick auf ein starkes Papsttum, von wo man gerade die Unabhängigkeit der kleineren Bistümer meinte bestens wahren zu können (Weitere Sammlungen in diesem Zusammenhang sind die Hispania Gallica Augustodunensis, Capitula Angilramni und die Sammlung des Benedikt Levita). 
Mit dem 11. Jahrhundert, insbesondere unter Abt Odilo (994–1049), fand dann eine kirchenpolitische Wendung der Reform statt. Zurückführen lässt sich dies auf die häufige Anwesenheit der eximierten Mönche in Rom, wo die wenig von weltlichen Herrschern eingeschränkten Mönche nun einen Papst vorfanden, der als geistliches Oberhaupt seiner Kirche keineswegs frei von derartigen Zwängen war. Namentlich die Wahl und Einsetzung des Papstes fand sich beinahe vollständig in der Hand des römischen Stadtadels. Andere außerkirchliche Einflüsse kamen hinzu. Der Kampf gegen diese Einflussfaktoren, gegen Simonie und Nikolaitismus, wiederum klerikalisierte die einst monastisch geprägte Reform. Unter v. a. der Mitwirkung von Humbert von Silva Candida, Anselm von Lucca und Hildebrand beeinflusste so die Cluniazensische Reform als Klosterreform die Gregorianische Reform als Kirchenreform. Ein Zentrum der cluniazensischen Reform war im 11. und 12. Jahrhundert die Abtei von Marmoutier, die über zahlreiche abhängige Priorate und Pfarreien mit großem Grundbesitz verfügte.
Ähnliche Bestrebungen finden sich an anderen Orten. Der Lothringischen Reform beispielsweise fehlte lediglich die Einforderung päpstlicher Unabhängigkeit. In den deutschen Sprachbereich drang die Reformbewegung erst später, da sich im alten benediktinischen Mönchtum (vor allem in der Abtei St. Gallen) hiergegen viel Widerstand gebildet hatte. Eine Fortsetzung fand sich dann in der sogenannten Hirsauer Reform.